# Vidai
Vidai település Franciaországban, Orne megyében. Lakosainak száma 73 fő (2022. január 1.). Vidai Saint-Julien-sur-Sarthe, Barville és Pervenchères községekkel határos.

## Népesség
A település népessége az elmúlt években az alábbi módon változott:
| Lakosok száma | 74   | 88   | 95   | 96   | 97   | 99   | 90   | 82   | 73   |
|               | 2013 | 2015 | 2016 | 2017 | 2018 | 2019 | 2020 | 2021 | 2022 |